# Дэвидсон-Хьюстон, Уилфред Беннетт
Уилфред Беннетт Дэвидсон‑Хьюстон (англ. Wilfred Bennett Davidson-Houston; род. 	3 января 1870 — 18 сентября 1960) — британский офицер, участвовавший в англо-ашантийских войнах, колониальный администратор в Британской Вест-Индии.

## Карьера
В августе 1902 года Дэвидсон‑Хьюстон был откомандирован на службу в Министерство по делам колоний и назначен комиссаром Ашанти (1902), а после, исполняющим обязанности главного комиссара Ашанти (1903—1905).
В 1906 году Дэвидсон-Хьюстон был назначен комиссаром Монтсеррата в Британской Вест-Индии. Был администратором Сент-Люсии, Британской Вест-Индии (1918—1927). В этот период он несколько раз исполнял обязанности губернатора Наветренных островов. Дэвидсон-Хьюстон был главным секретарём Ньясаленда (1927—1930) и дважды исполнял обязанности губернатора Ньясаленда.
Дэвидсон-Хьюстон женился на Энни Генриетте, старшей дочери полковника Эдмонда Лэнгли Ханта. В 1930 году вышел на пенсию. Умер 18 сентября 1960 года в возрасте девяноста лет.